# Deutscher Soldatenfriedhof Tirana
Der deutsche Soldatenfriedhof in der albanischen Hauptstadt Tirana ist ein Soldatenfriedhof für im Zweiten Weltkrieg gefallene deutsche Wehrmachtssoldaten. Der Friedhof befindet sich im Nordwesten des Großen Parks und ist die Ruhestätte von 60 (Stand November 2017) der etwa 1800 namentlich bekannten Gefallenen.

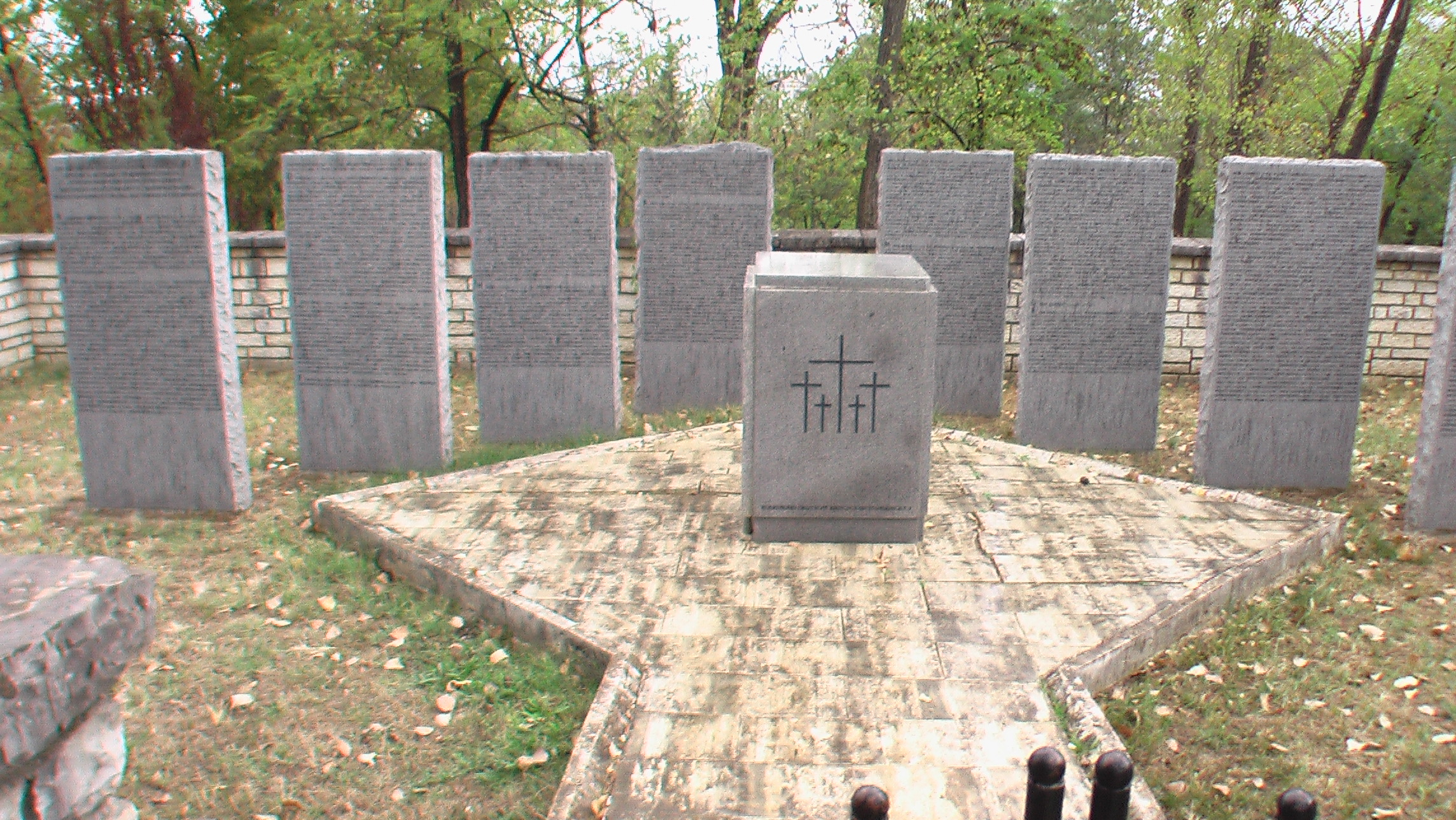
Deutscher Soldatenfriedhof Tirana

## Geschichte

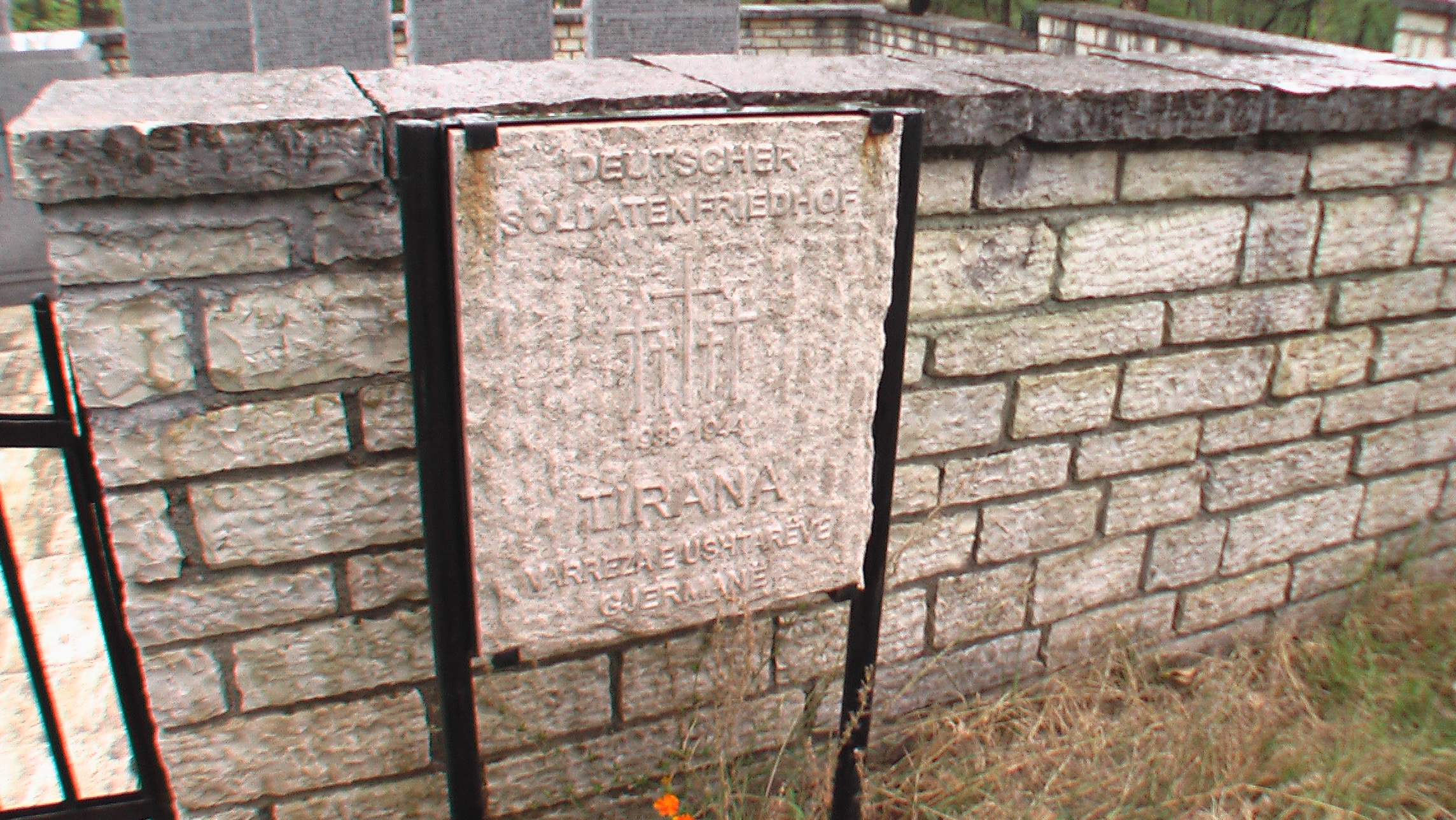
Tafel am Eingangsbereich

Albanien und Deutschland schlossen am 14. April 1994 ein Kriegsgräberabkommen, das am 7. Januar des Folgejahres in Kraft trat. Nachdem sich innerpolitische Unruhen in Albanien gelegt hatten, wurde im Jahr 2002 von dem Volksbund Deutsche Kriegsgräberfürsorge ein deutscher Soldatenfriedhof auf einem von der albanischen Regierung kostenfrei zur Verfügung gestellten Areal im Großen Park angelegt.
Offiziell eingeweiht wurde der Friedhof am 19. November 2006. An der Zeremonie nahmen unter anderem der damalige albanische Verteidigungsminister Fatmir Mediu und der damalige deutsche Botschafter Hans-Peter Annen teil.

## Baubeschreibung
Die Anlage umfasst eine Fläche von etwa 150 Quadratmetern und ist von einer Steinmauer umfasst. Im Zentrum befindet sich ein Gedenkstein aus Granit mit einer Textgravur in deutscher und albanischer Sprache und fünf Kreuzen. Dahinter aufgereiht stehen acht Stelen mit den Namen aller in Albanien gefallenen deutschen Soldaten. Die Namen der auf dem Deutschen Soldatenfriedhof in Tirana begrabenen Soldaten sind darauf mit einem Rauten-Symbol hervorgehoben.
Ebenfalls im Großen Park und in etwa 40 Metern Entfernung, befindet sich der Britische Soldatenfriedhof.